# Orrea
Orrea[cita requerida] (oficialmente Santo André de Órrea) es una parroquia española del municipio de Golada, perteneciente a la provincia de Pontevedra, en la comunidad autónoma de Galicia.

## Historia
Hacia mediados del siglo XIX, la parroquia, ya por entonces perteneciente a Golada, tenía contabilizada una población de 150 habitantes. Aparece descrita en el duodécimo volumen del Diccionario geográfico-estadístico-histórico de España y sus posesiones de Ultramar de Pascual Madoz con las siguientes palabras:

ORREA (San Andres): felig. en la prov. de Pontevedra (11 leg.), part. jud. de Lalin (3), dióc. de Lugo, ayunt. de Golada (1). sit. á la der. del r. Arnego, con buena ventilacion y clima sano. Tiene 32 casas, distribuidas en lsa ald. de Carromao, Cima de Vila, Costela, Sisto y Vilariño. La igl. parr. (San Andrés) está servida por un cura de entrada y patronato real y ecl. Confina el térm. N. Baiña; E. Bayas; S. Brantega, y O. Val. El terreno participa de monte y llano, y es de buena calidad. prod.: trigo, centeno, maiz, hortaliza, frutas, vino, leña y pastos; se cria ganado vacuno, de cerda y lanar. pobl.: 32 vec., 150 alm. contr.: con su ayunt. (V.).
(Madoz, 1849, p. 385)

En 2022, tenía empadronados 43 habitantes.